# 高橋令則
高橋 令則（たかはし よしのり、1934年（昭和9年）9月29日 - 2016年（平成28年）9月3日）は、日本の政治家。
岩手県出納長、岩手県副知事、参議院議員（1期）、自由党岩手県総支部連合会会長などを歴任した。

## 来歴

### 生い立ち
1934年に岩手県岩手郡松尾村（現八幡平市）で生まれた。早稲田大学法学部を卒業。

### 官界にて
1962年（昭和37年）岩手県庁に入庁した。要職を歴任し、岩手県知事の中村直の下では出納長を務めた。後任の知事である工藤巌の下では副知事を務めた。工藤の退任にともない、1995年4月29日に副知事を退任した。同年、第17回参議院議員通常選挙への立候補を表明した。新進党の公認を受け、岩手県選挙区にて当選を果たした。

### 国会議員として
新進党の分党に際しては、自由党の結成に参画した。自由党においては、岩手県総支部連合会の会長などを務めた。また、参議院においては、農林水産委員会などに所属した。国政の場では、地方分権などを主張した。
第19回参議院議員通常選挙で改選を迎えることから、自由党から公認され、岩手県選挙区での立候補が予定されていた。また、民主党岩手県総支部連合会からも、選挙協力を受けられる見通しとなっていた。しかし、自身の健康問題から不出馬を決断した。党首の小沢一郎からは「やれないのか、やってくれないか」と再三慰留されたものの、最終的に「（体調のことであれば）やむを得ない」と了承された。これを受け、記者会見を開き「慰留は相当前からあった。党人たるもの、最大限　気力体力が続く限り、と思っていたが、しかし限界に来たと言わざるを得ない」と述べ、政界引退を表明した。その後、自由党は高橋に代わって平野達男を擁立し、岩手県選挙区にて当選を勝ち取った。

### 政界引退後
2004年の第20回参議院議員通常選挙では、主濱了の選対総括責任者を務めた。また、「たっそ拓也後援会連合会」の会長に就任し、岩手県知事選挙にて達増拓也を支援した。その後、生活の党が結成されると、岩手県総支部連合会にて工藤堅太郎らとともに顧問に就任した。
2016年9月3日5時50分、心不全のため、岩手県滝沢市内の病院で死去。81歳没。叙従四位、旭日中綬章追贈。

## 関連人物
- 小沢一郎
- 菊池長右ェ門
- 工藤堅太郎 (政治家)
- 主濱了
- 達増拓也
- 平野達男